# Defersdorf
Defersdorf (fränkisch: Dehweasch-doaf) ist ein Gemeindeteil des Marktes Roßtal im Landkreis Fürth (Mittelfranken, Bayern). Defersdorf liegt in der Gemarkung Großweismannsdorf.

## Geographie
Das Dorf liegt an einem linken Zufluss des Schwallbachs, der wiederum ein linker Zufluss der Schwabach ist. Der Ort ist von Acker- und Grünland und kleineren Waldgebieten umgeben. Im Nordwesten wird die Flur Langer Strich genannt, im Süden Im Fleck, im Südosten Bergfeld. 0,5 km östlich des Ortes befindet sich der Kühbuck. Gemeindeverbindungsstraßen führen zur Bundesstraße 14 (1 km nordwestlich), nach Weiler (1,2 km südlich) und nach Kleinweismannsdorf (2,4 km nordöstlich).

## Geschichte
Der Ort wurde vermutlich um 800 gegründet. In einer Urkunde, die zwischen 1132 und 1150 entstanden ist, wurde der Verkauf der Güter des Bamberger Kanonikus „Volmar in Tefersendorf“ in Ketteldorf an das Kloster Heilsbronn bestätigt. Dies ist zugleich die erste urkundliche Erwähnung des Ortes. Das Bestimmungswort des Ortsnamens ist der slawische Personenname Dobriš. 1339 verkauften die Gebrüder Conradt und Burkhard Pfefferbalg an das Kloster Heilsbronn Landbesitz in „Teferßdorf“, den sie von Graf Gottfried von Hohenlohe erhalten hatten. Von 1566 bis 1818 hatten die Nürnberger Patrizier Scheurl einen Sitz im Ort.
Gegen Ende des 18. Jahrhunderts gab es in Defersdorf elf Anwesen (Schloss, vier Höfe, ein Halbhof, zwei Güter, ein Gütlein, eine Ziegelhütte). Das Hochgericht übte das brandenburg-ansbachische Richteramt Roßtal aus. Die Dorf- und Gemeindeherrschaft sowie die Grundherrschaft über alle Anwesen hatten die Scheurl von Defersdorf. 1799 gab es im Ort weiterhin elf Anwesen.
Von 1797 bis 1808 unterstand der Ort dem Justiz- und Kammeramt Cadolzburg. Im Rahmen des Gemeindeedikts wurde Defersdorf dem 1808 gebildeten Steuerdistrikt Großweismannsdorf und der im selben Jahr gegründeten Ruralgemeinde Großweismannsdorf zugeordnet. Der ganze Ort unterstand in der freiwilligen Gerichtsbarkeit bis 1848 dem Patrimonialgericht Defersdorf.
Im Rahmen der Gebietsreform in Bayern wurde Defersdorf am 1. Mai 1978 nach Roßtal eingemeindet.

### Baudenkmäler
In Defersdorf gibt es vier Baudenkmäler:
- Brennerheide 3: Wohnstallhaus
- Ortsstraße 4: Wohnstallhaus mit Scheune
- Ortsstraße 5, 7: ehemaliger Herrensitz der Scheurl von Defersdorf, heute Gaststätte[13]

### Einwohnerentwicklung
| Jahr      | 001818 | 001840 | 001861 | 001871 | 001885 | 001900 | 001925 | 001950 | 001961 | 001970 | 001987 | 001997 | 002007 | 002018 | 002023 |
| Einwohner | 50     | 95     | 110    | 115    | 126    | 142    | 122    | 177    | 149    | 141    | 150    | *131   | *141   | *149   | *142   |
| Häuser    | 16     | 18     |        |        | 26     | 24     | 22     | 26     | 28     |        | 35     |        |        |        |        |
| Quelle    | [ 15 ] | [ 16 ] | [ 17 ] | [ 18 ] | [ 19 ] | [ 20 ] | [ 21 ] | [ 22 ] | [ 23 ] | [ 24 ] | [ 25 ] | [ 1 ]  | [ 1 ]  | [ 1 ]  | [ 1 ]  |

## Religion
Der Ort ist seit der Reformation evangelisch-lutherisch geprägt und bis heute nach St. Laurentius (Roßtal) gepfarrt. Die Einwohner römisch-katholischer Konfession sind nach Christkönig (Roßtal) gepfarrt.